# وولا بوگاچکووسکا
وولا بوگاچکووسکا (به لاتین: Wola Bogaczkowska) یک روستا در لهستان است که در گمینا گیژتسکو واقع شده‌است.